# Uma Mulher e Três Palhaços
Uma Mulher e Três Palhaços é uma peça de teatro de Marcel Achard, com tradução da Esther Mesquita e direção de José Renato.
Essa peça introduziu uma concepção de espetáculo teatral, com possibilidade de interação entre elenco e público.
A inovação atraiu os olhares da imprensa e chamou a atenção do então presidente do Brasil Café Filho, que convidou todo o elenco a se apresentar no palácio do Catete e mandou um avião da FAB buscá-los em São Paulo.

## Elenco
- Eva Wilma
- José Renato
- Sérgio Britto
- John Herbert
- Jorge Ficher
- Vicente Silvestre